# Bobby Henderson (Autor)
Bobby Henderson (* 18. Juli 1980 in Roseburg, Oregon) ist Autor der 2006 veröffentlichten Religionsparodie Evangelium des Fliegenden Spaghettimonsters.

## Leben
Henderson studierte Physik an der Oregon State University und schloss sein Studium 2003 mit dem Bachelor ab.

## Evangelium des Fliegenden Spaghettimonsters (Religionsparodie)
Henderson veröffentlichte im Jahr 2006 das Buch „Evangelium des Fliegenden Spaghettimonsters“. Im Jahr zuvor hatte er in der Debatte um Lehrpläne des Biologieunterrichts im US-Bundesstaat Kansas Partei für die Evolutionstheorie und gegen die kreationistische Pseudowissenschaft Intelligent Design ergriffen und in einem offenen Brief an die Schulbehörde die Aufnahme des Fliegenden Spaghettimonsters in den Schulunterricht gefordert.

## Publikationen
- Das Evangelium des Fliegenden Spaghettimonsters, Manhattan-Verlag 2007, ISBN 978-3-442-54628-2.
- Gospel of the Flying Spaghetti Monster, HarperCollins (7. August 2006), ISBN 978-0-00-723160-7.[7]